# Freßgass

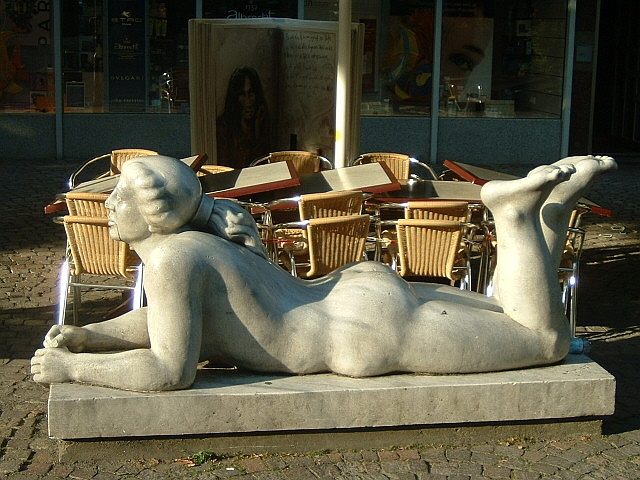
Rzeźba zdobiąca przestrzeń strefy pieszej na Freßgass

Freßgass (niem. Freßgasse – dosł. Zaułek Żarcia) – lokalne określenie części strefy pieszej we Frankfurcie nad Menem, obejmującej Kalbächer Gasse oraz Große Bockenheimer Straße między Opernplatz i Börsenstraße. Od 1977 r. jest to oficjalny przydatek nazw obu ulic.
Wcześniej na ulicy panował ruch kołowy, później przekształcono ją w trzecią (po Zeil i Neue Kräme) strefę pieszą miasta. Centralny pas szerokiej ulicy jest obsadzony licznymi przycinanymi platanami, ma nawierzchnię brukową, ujętą obustronnie pasami z białego marmuru. Marmurowa powierzchnia stanowi jednocześnie obszar, na którym restauracje mogą ustawiać stoły, zaś sklepy wystawiać towary. W centralnym punkcie ulicy, w zagłębieniu, znajduje się zbudowana w czasie przebudowy nawierzchni w 1977 fontanna. Do 1944 znajdował się tu Säuplätzi (placyk Świński).

## Nazwa ulicy

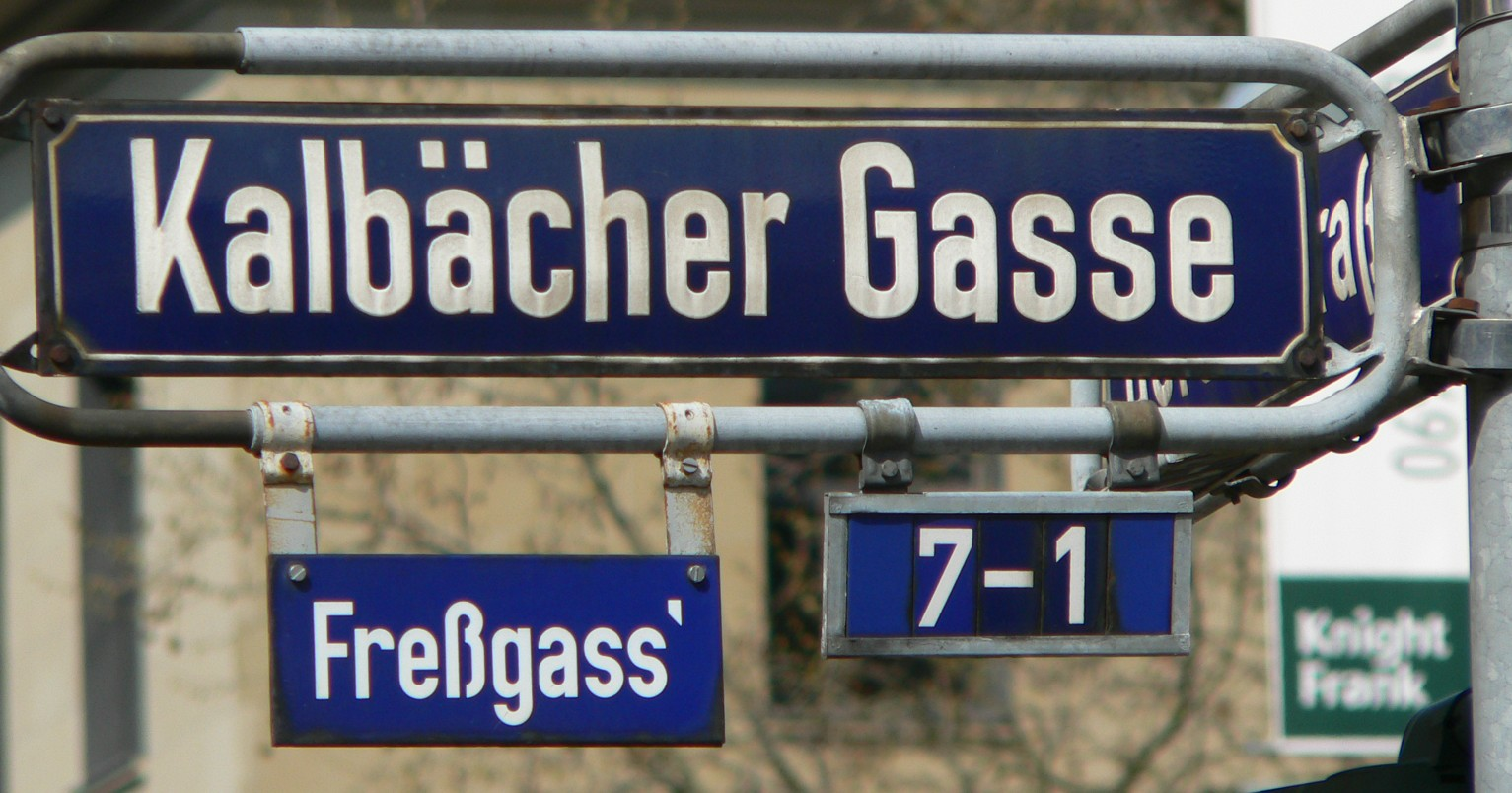
Tabliczka z nazwą ulicy i przydatkiem Freßgass

Współczesna nazwa ulicy powstała około 1900 roku, gdyż na dwustumetrowym odcinku ulicy występowało szczególnie duże zagęszczenie sklepów rzeźniczych, piekarń i delikatesów, a także tradycyjnych lokali gastronomicznych.

## Historia
Freßgass leży w dzielnicy Frankfurt-Innenstadt (Śródmieście), w części określanej do drugiej wojny światowej jako Neustadt (Nowe Miasto). Nowe Miasto powstało po 1333 roku, w ramach powiększenia Frankfurtu dokonanego na mocy przywileju wydanego przez cesarza Ludwika IV, po tym jak zbudowano mury otaczające obszar poza dawniej zabudowaną częścią miasta. Aż do XIX w. Nowe Miasto było stosunkowo słabo zagospodarowane. Zamieszkiwali je przede wszystkim rzemieślnicy i ubożsi mieszczanie, których domy były znacznie mniejsze i mniej wytworne niż kamienice Starego Miasta.
Ciąg ulic Kalbächer Gasse i Große Bockenheimer Gasse stanowił obok Große Gallusgasse jedno z dwu wybiegających na zachód połączeń Roßmarkt (Końskiego Targu, obecnie noszącego nazwę Rathenauplatz) z bramami miejskimi: Galgentor (Bramą Szubieniczną) na obecnym Willy-Brandt-Platz oraz Bockenheimer Tor na obecnym Opernplatz. Ze względu na to, że ulica była mocno uczęszczana, stosunkowo wcześnie powstały przy niej gospody, zajazdy i browary. Piwiarnia Zu den drei Hasen (Pod Trzema Zającami) stanowiła jeden z najpopularniejszych lokali Frankfurtu. W 1906 wyburzono stary budynek i zastąpiono go nowym, historyzującym. Po zniszczeniach wojennych z 1944 został on najpierw odbudowany w uproszczonej formie, zaś w początku XXI wieku zastąpiony nowym budynkiem przy zachowaniu nielicznych zabytkowych detali elewacji.

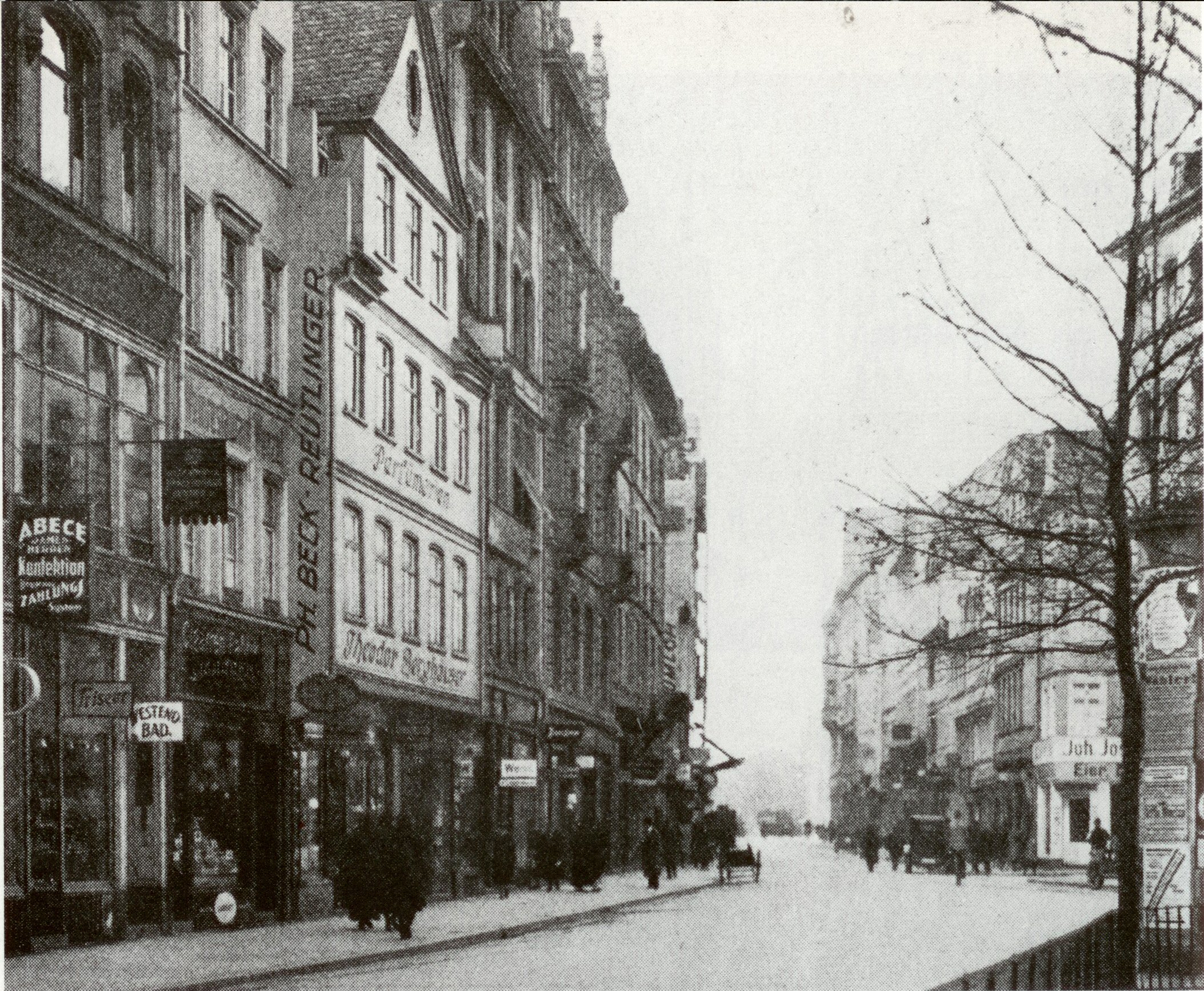
Freßgass około 1900 w widoku z Säuplätzi w kierunku Opery

Po II wojnie światowej uwzględniono przy odbudowie Frankfurtu przede wszystkim potrzeby ruchu kołowego, toteż w latach 1952–1956 wyburzono północną pierzeję Freßgass, poszerzając ulicę o 8 metrów, do 32 m, a lokalnie przy Säuplätzi do 40 m. W ten sposób powstała szeroka ulica między dzielnicą Westend a śródmieściem Frankfurtu.
Kilka lat później, w początku lat 60. zdecydowano się odejść od koncepcji miasta dostosowanego do ruchu samochodowego, gdyż w śródmieściu nastąpił dokuczliwy jego przesyt. W latach 1969–1977 Freßgass była całkowicie nieprzejezdna ze względu na budowę tunelu średnicowego dla szybkiej kolei miejskiej. Po zakończeniu budowy ulica przyjęła obecnie istniejącą postać deptaku. Poprzez również pieszą Biebergasse łączy się on z ulicą domów towarowych Zeil i stanowi część obszernej strefy pieszej sięgającej od Starej Opery do Konstablerwache i Römerberg.

## Współczesność
Freßgass uchodzi dziś za najważniejszy ośrodek gastronomii we Frankfurcie. Znajdują się przy nim luksusowe sklepy delikatesowe, kawiarnie i restauracje. W bezpośrednim sąsiedztwie Freßgass znajdują się Frankfurcka Giełda Papierów Wartościowych oraz Stara Opera – miejsce sympozjów, zjazdów i wydarzeń kulturalnych. W szczególności pracownicy z pobliskich biurowców, w tym licznych wieżowców spędzają tutaj przerwę obiadową. Czynsze płacone przez najemców lokali na Freßgass należą zatem do najwyższych we Frankfurcie, co ma również wpływ na ceny oferowanych tam towarów i usług. Wedle informacji Frankfurter Rundschau z 16 maja 2006 handlowcy płacą do 185 euro za metr kwadratowy powierzchni sklepu.
Zasady użytkowania budynków przy ulicy oraz architektoniczno-budowlane przepisy ich dotyczące zawarte są w tzw. uchwale o Fressgass z 1979 (Fressgassatzung – w dokumencie przyjęto błędną pisownię przez ss zamiast ß!). Uchwalono ją w celu ochrony struktury funkcjonalnej ulicy oraz tradycyjnych miejscowych lokali przed ponadregionalnymi sieciami handlowymi, przede wszystkim perfumeriami, sklepami odzieżowymi oraz bankami, które byłyby w stanie płacić jeszcze wyższe czynsze. W ostatnim czasie poszczególne lokale są jednak przejmowane przez większe sieci, które zachowują jednak ustalone tradycją nazwy.